# 杉山神社 (横浜市緑区西八朔町)

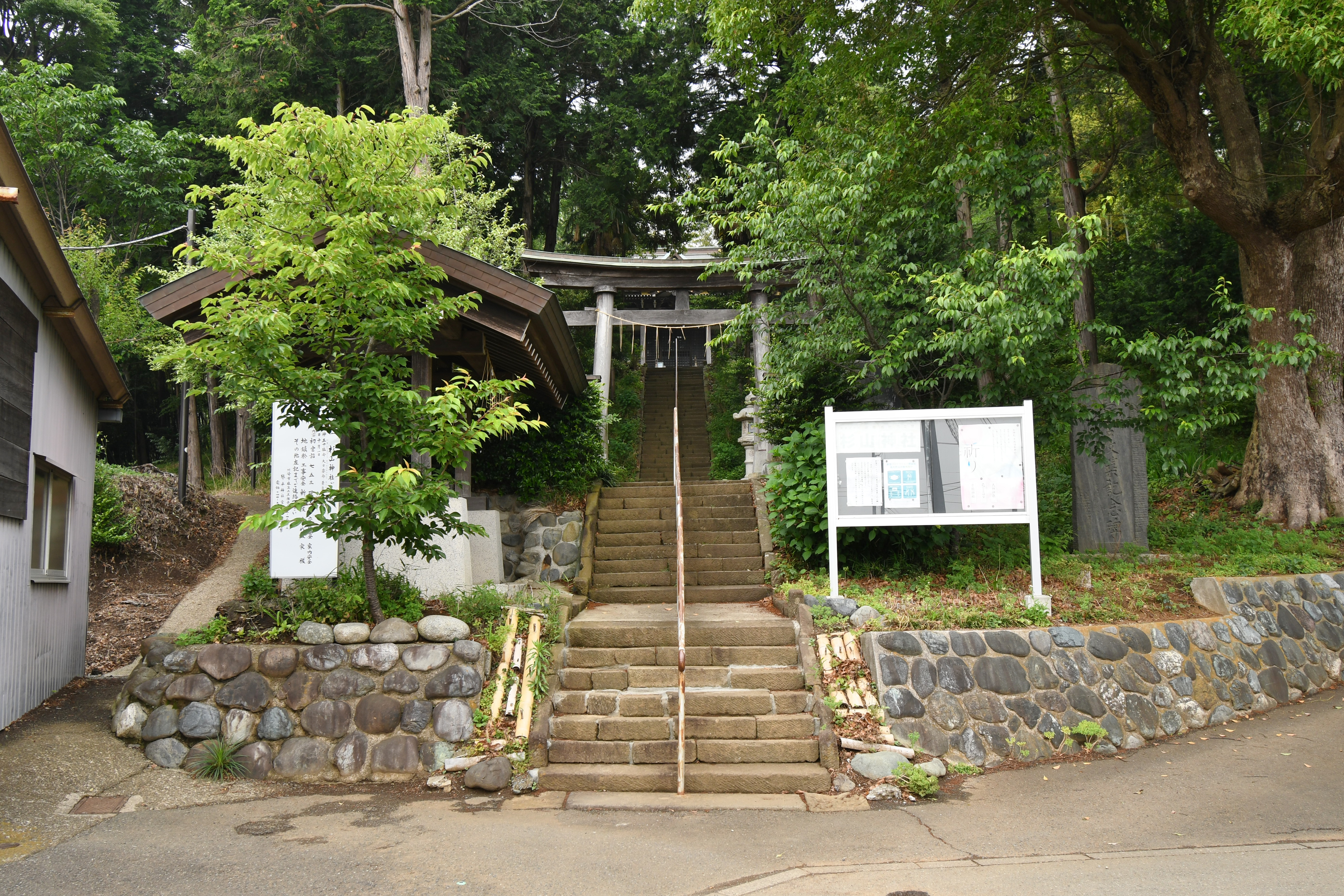
境内入り口

杉山神社（すぎやまじんじゃ）は、神奈川県横浜市緑区西八朔町にある神社。式内社論社、武蔵国六宮。旧社格は郷社。
大國魂神社の「くらやみ祭」に参列しており、武州六大明神の1つに数えられる。

## 祭神
- 主祭神：五十猛命
- 配祀神：大日霊貴命・素戔嗚尊・太田命

『神道集』によると、当時は椙山大明神（すぎやまだいみょうじん）と称し、本地仏を大聖不動明王としている。また『新編武蔵風土記稿』によると、江戸時代には神体が不動明王の立像であったという。1910年（明治43年）に付近の無格社神明社など4社を合祀している。

## 歴史
『続日本後紀』に「枌山神社」（すぎやまじんじゃ）とあり、延喜式神名帳には「武蔵国都筑郡唯一の官社」として杉上神社の記述がある（ただし後述のように論社が複数存在する）。また、大國魂神社の六所明神の一所として祀られている。
創建時期は不明であるが、当社に残る棟札や別当寺である極楽寺（現在も隣地に所在）の墓碑年号より当社は延宝年間（1673年 - 1681年）に現地へ遷座したものと考えられており、これ以前には西北方300mの山麓に鎮座していた。
『武蔵風土記』によると、慶安2年（1649年）8月には徳川幕府より朱印状と朱印領5石6斗が与えられている。この他、当社は江戸時代に「六ノ宮」とも称されていた。
1873年（明治6年）12月に郷社に列格し、1910年（明治43年）には付近の無格社神明社など4社を合祀している。さらに1920年（大正9年）9月、神奈川県告示第三六二号により神饌幣帛料供進神社に指定されている。1953年（昭和28年）8月には神奈川県指令第三九九〇号により、「宗教法人杉山神社」として認証された。なお、現在の社殿は1982年（昭和57年）11月に改築されたものである。

## 境内
- 本殿 - 流造。
- 拝殿 - 入母屋造。
- 力石 - 江戸時代中期-明治にかけて、当社の氏子である若者がこの力石を担ぐことで力を競い合ったという。また五穀豊穣を祈願するため大山阿夫利神社へ参拝した折に、相模川の河原から担がれ奉納されたとも伝えられている[7]。

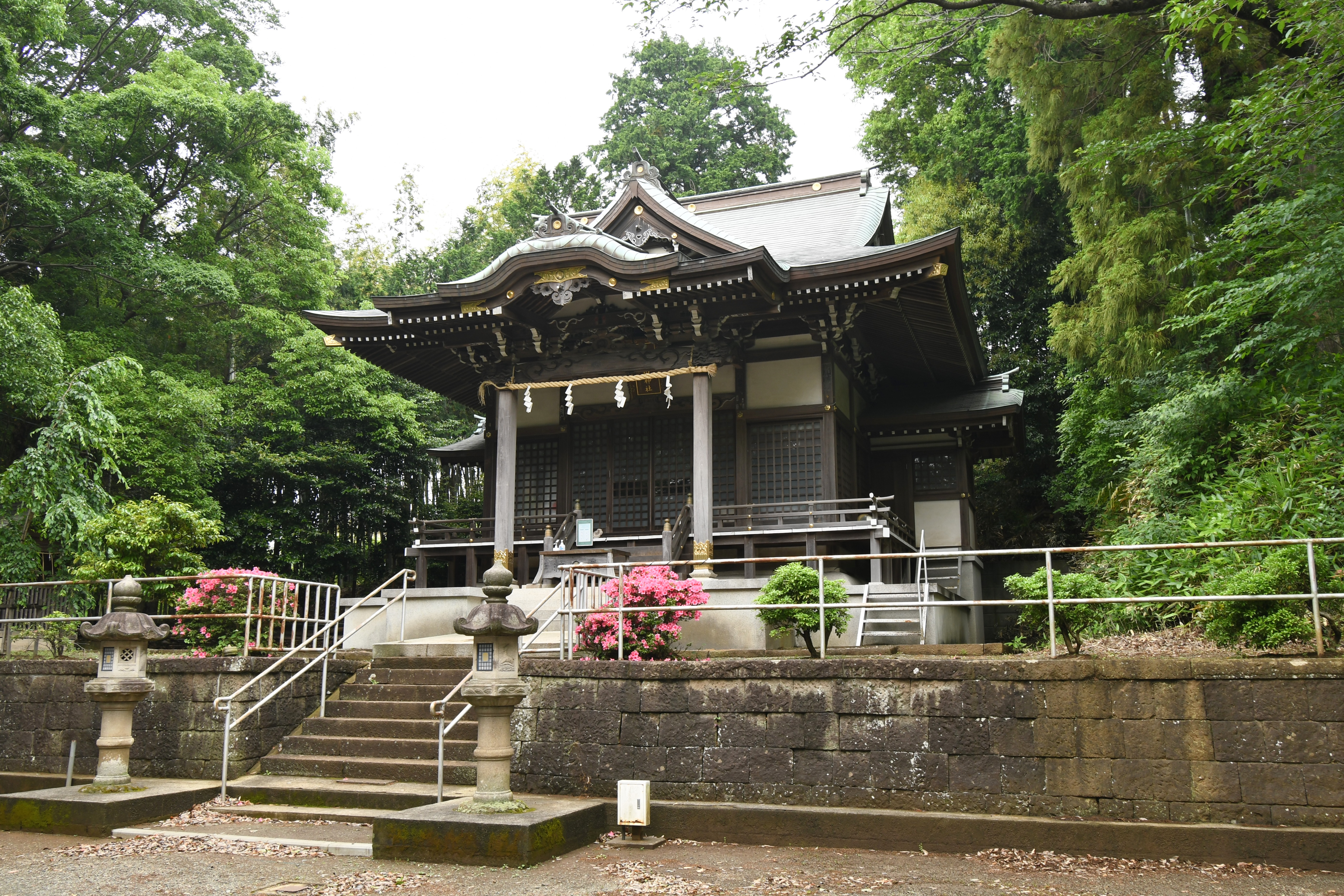
拝殿
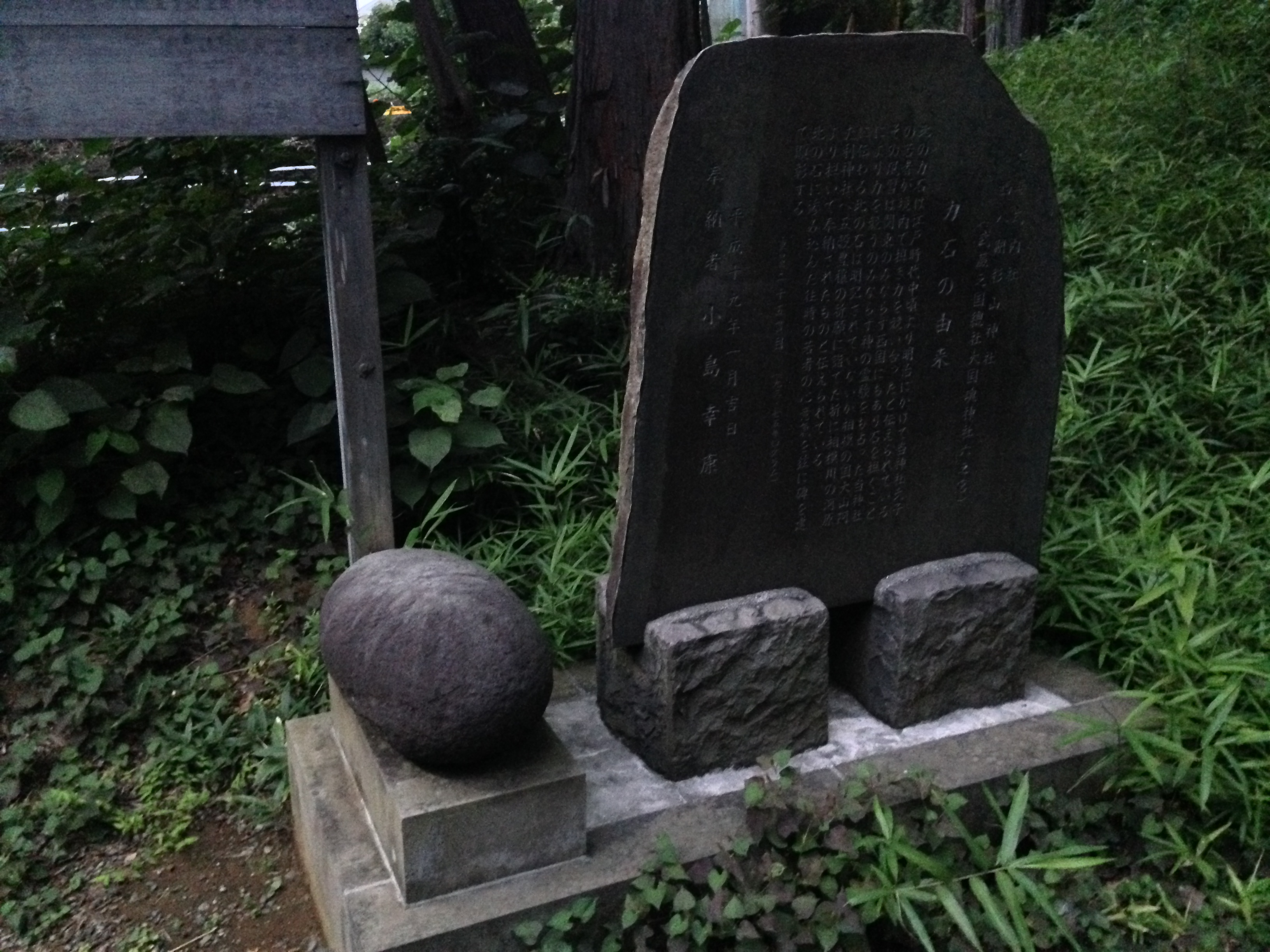
力石
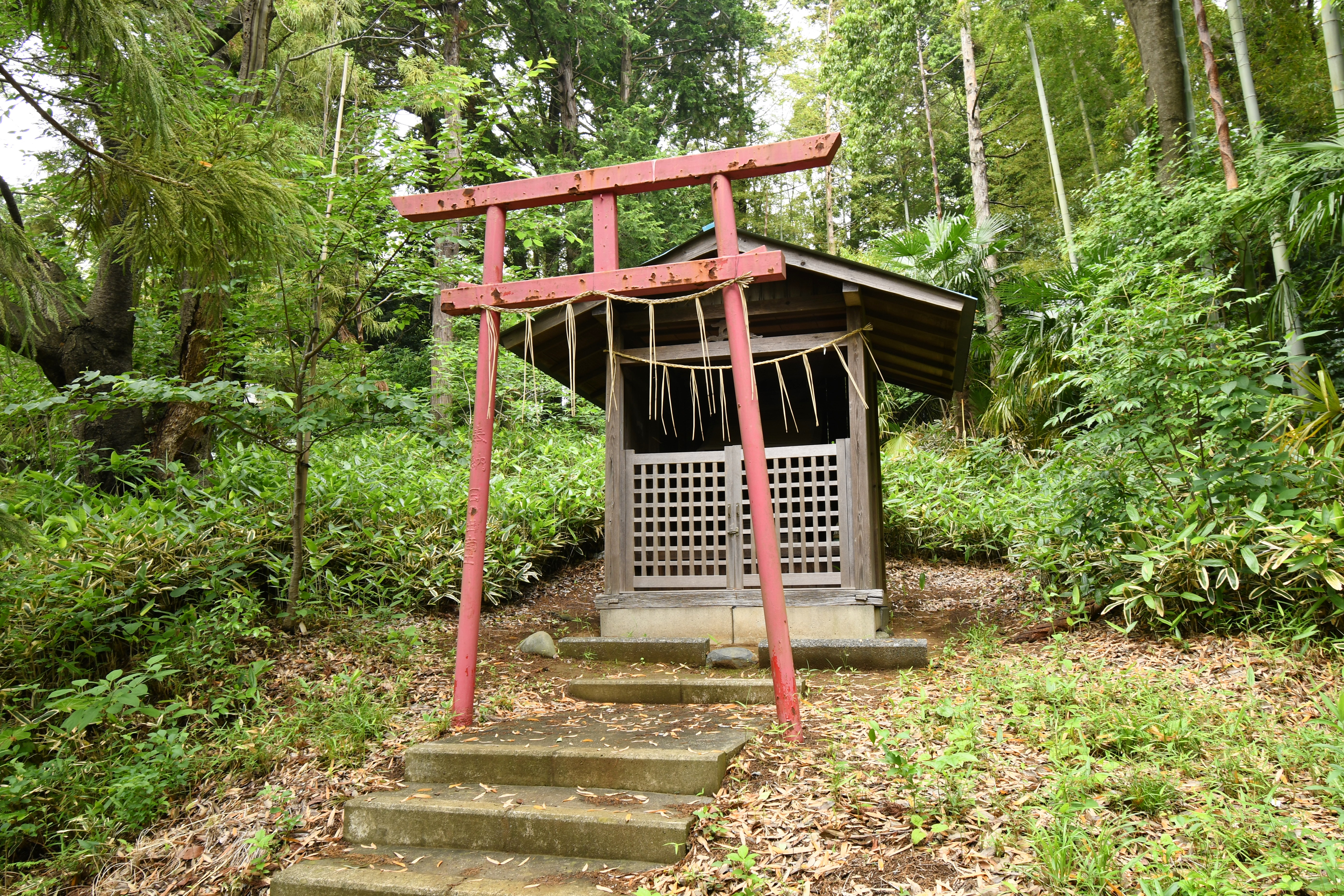
稲荷神社
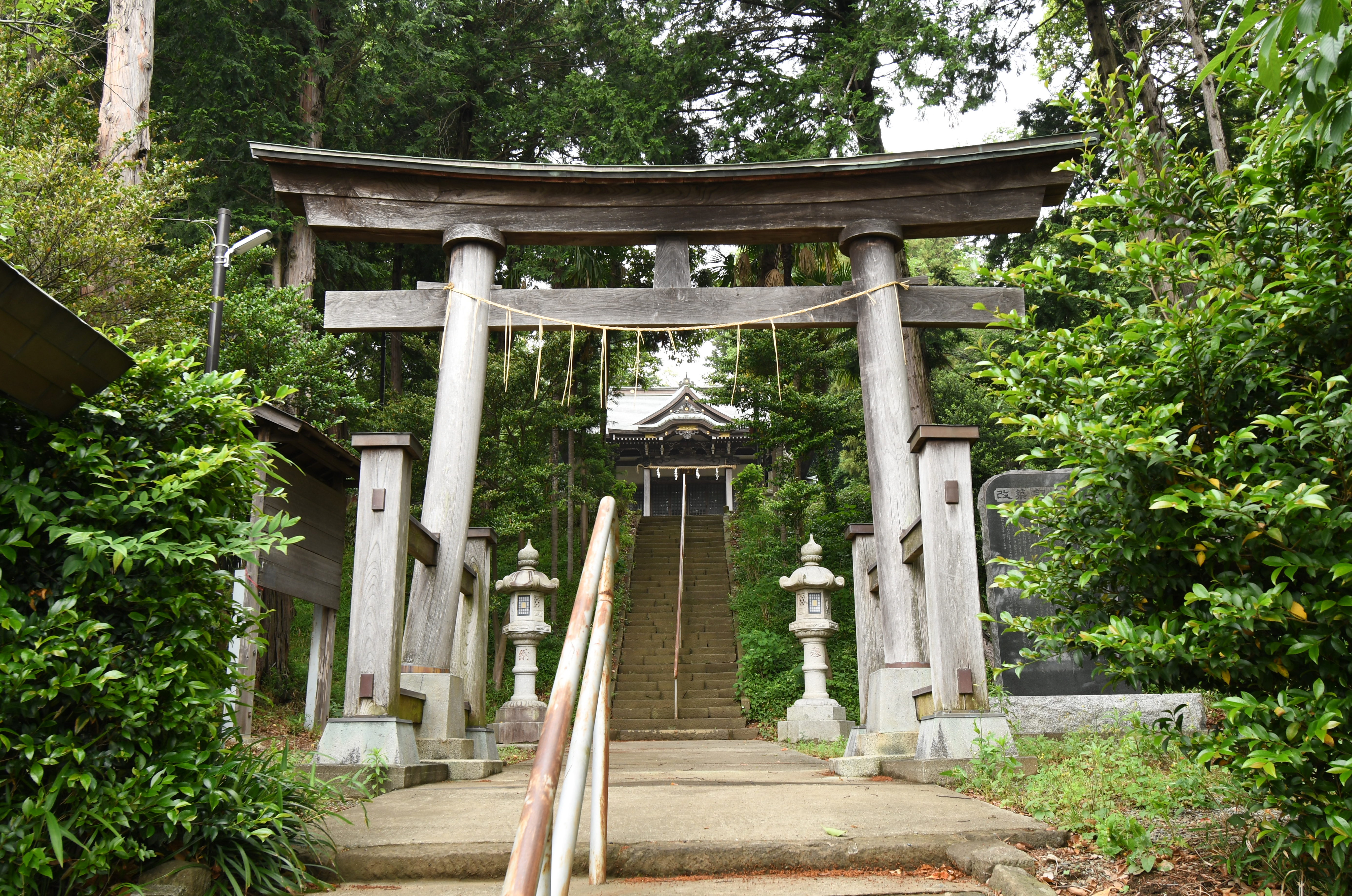
鳥居

## 摂末社
- 小祠 - 流造の小祠が萱葺きの変わった覆屋に納められている。
- 稲荷神社 - 流造の小祠が切妻妻入りの覆屋に納められている。

## 祭事
- 1月1日：歳旦祭
- 10月1日：例大祭（※かつては9月15日に行われていた）
- 11月23日：新嘗祭
- 12月22日：大祓

上記の他、大國魂神社（東京都府中市）で5月3日 - 6日にかけて催される「くらやみ祭」に武蔵国六宮として参列している。

## 考証
西八朔杉山神社が前述の続日本後紀、あるいは延喜式神名帳（式内社）のそれであると説いたのは、幕末に大國魂神社の宮司であった猿渡盛章である。また、栗田寛『神祇志料』や『大日本史神祇志』などでも有力とされている。しかし、杉山神社（あるいは杉山社、椙山神社）という名前の神社は都筑郡（横浜市北部）と周辺に数十社あり、いずれが正しいかは必ずしも明らかでなく、有力な論社としては当社の他に港北区新吉田町、都筑区茅ケ崎中央、都筑区中川六丁目などの社も挙げられている。
『新編武蔵風土記稿』（1810年 - 1830年）によると、関東地方四郡に七十数社在ったという。それらの多くは、日本武尊か五十猛命のいずれかまたは両方を祭神としている。
当社も他の多くの論社と同じく、鶴見川水系（恩田川）沿いの高台に鎮座している。

## 現地情報
所在地
- 神奈川県横浜市緑区西八朔町字宮前208

交通アクセス
- JR横浜線「十日市場駅」より徒歩約13分
- JR横浜線「中山駅」の北口より東急バス・横浜市営バス90系統「青葉台駅」行きに乗車（約6分）、「宮前」バス停下車

その他
- 当社は神職が常駐していない兼務社であり、川崎市麻生区の琴平神社[9]の神職によって管理されている。当社の御朱印等は琴平神社にて授与される。